# Acutipenna
Acutipenna là một chi bướm đêm thuộc họ Noctuidae.